# 스톤 스콜피오
스플릿 세컨드(영어: Split Second) 또는 스톤 스콜피오는 1992년에 공개된 영국의 액션 영화이다.

## 출연

### 주연
- 룻거 하우어

### 조연
- 킴 캐트럴
- 앨리스테어 던칸
- 아런 암스트롱
- 피트 포스틀스웨이트
- 이안 더리
- 로버타 이튼
- 마이클 J. 폴라드

## 기타
- 협력프로듀서: 게리 스콧 톰슨
- 미술: 크리스 에드워즈